# Diphyus distinctipes
Diphyus distinctipes är en stekelart som först beskrevs av Heinrich 1961.  Diphyus distinctipes ingår i släktet Diphyus och familjen brokparasitsteklar. Inga underarter finns listade i Catalogue of Life.